# Justin TV
Futbol heyecanını en yoğun haliyle yaşamak isteyen taraftarlar için Justin TV uzun yıllardır öne çıkan platformlardan biridir. Kullanıcılarına sunduğu yüksek kaliteli yayınlarla adını duyuran Justin TV, özellikle Canlı Maç İzle seçenekleriyle sporseverlerin vazgeçilmez adresi olmuştur.
Geleneksel yayınların kısıtlı imkanlarının aksine, internet üzerinden maç izleme özgürlüğü sunan Justin TV, taraftarlara her yerden erişim kolaylığı sağlar. İster evde ister dışarıda olun, tek yapmanız gereken cihazınızı açmak ve maçın keyfini çıkarmaktır. Özellikle Süper Lig karşılaşmaları, Avrupa kupaları ve derbi heyecanı, Justin TV sayesinde anında ekranlara yansır.
1. ↑  «justin tv - Cerca de Google». [Consulta: 19 agost 2025].
2. ↑  «Google Search». [Consulta: 19 agost 2025].